# Eerste Kamerverkiezingen 1946
De Eerste Kamerverkiezingen 1946 waren Nederlandse verkiezingen voor de Eerste Kamer der Staten-Generaal. Zij vonden plaats op 12 juli 1946.
De verkiezingen waren noodzakelijk geworden vanwege de ontbinding van de Eerste Kamer omdat de zittingstermijn van de Kamer verlopen was. Bij deze verkiezingen kozen de leden van Provinciale Staten - die op 29 mei 1946 bij de Statenverkiezingen gekozen waren - in vier kiesgroepen een geheel nieuwe Eerste Kamer.
De door de leden van Provinciale Staten uitgebrachte stemmen hadden niet alle dezelfde waarde; zij werden gewogen aan de hand van de bevolkingscijfers van de provincies. Bij deze verkiezingen was de volgende stemwaardetabel van toepassing:
| Gr | F  | D  | O   | Ge  | U   | NH  | ZH  | Ze | NB  | L   |
| -- | -- | -- | --- | --- | --- | --- | --- | -- | --- | --- |
| 98 | 91 | 76 | 133 | 161 | 128 | 220 | 264 | 60 | 179 | 149 |

De uitslag van de verkiezingen was als volgt:
| Partij                                | Zetels | Zetels | +/− | Zetelverdeling naar kiesgroep | Zetelverdeling naar kiesgroep | Zetelverdeling naar kiesgroep | Zetelverdeling naar kiesgroep |
| Partij                                | 1937   | 1946   | +/− | I                             | II                            | III                           | IV                            |
| ------------------------------------- | ------ | ------ | --- | ----------------------------- | ----------------------------- | ----------------------------- | ----------------------------- |
|                                       |        |        |     |                               |                               |                               |                               |
| Roomsch-Katholieke Staatspartij       | 16     | -      |     |                               |                               |                               |                               |
| Katholieke Volkspartij                | -      | 17     |     |                               |                               |                               |                               |
| subtotaal                             | 16     | 17     | +1  | 9                             | 3                             | 2                             | 3 (+1)                        |
|                                       |        |        |     |                               |                               |                               |                               |
| Sociaal-Democratische Arbeiderspartij | 12/14  | -      |     |                               |                               |                               |                               |
| Vrijzinnig-Democratische Bond         | 2      | -      |     |                               |                               |                               |                               |
| Partij van de Arbeid                  | -      | 14     |     |                               |                               |                               |                               |
| subtotaal                             | 14/16  | 14     | −2  | 2 (+1)                        | 4                             | 4 (−1)                        | 4 (−2)                        |
|                                       |        |        |     |                               |                               |                               |                               |
| Anti-Revolutionaire Partij            | 7      | 7      | 0   | 1                             | 2                             | 2                             | 2                             |
| Christelijk-Historische Unie          | 6/5    | 5      | 0   | 1                             | 2                             | 1                             | 1                             |
| Communistische Partij van Nederland   | -/1    | 4      | +3  | 0                             | 1 (+1)                        | 2 (+1)                        | 1 (+1)                        |
|                                       |        |        |     |                               |                               |                               |                               |
| Vrijheidsbond                         | 3      | -      |     |                               |                               |                               |                               |
| Partij van de Vrijheid                | -/1    | 3      |     |                               |                               |                               |                               |
| subtotaal                             | 3/4    | 3      | −1  | 0                             | 1 (−1)                        | 1                             | 1                             |
|                                       |        |        |     |                               |                               |                               |                               |
| onafhankelijk                         | 0/3/1  | -      | −1  | - (−1)                        | -                             | -                             | -                             |
| Nationaal-Socialistische Beweging     | 4/0    | -      | -   | -                             | -                             | -                             | -                             |
| Totaal                                | 50     | 50     | 0   | 13                            | 13                            | 12                            | 12                            |

## Gekozenen
Bij deze verkiezingen waren alle 50 leden aftredend, van wie 25 herkozen werden.
Gerardus Huysmans, gekozen op de lijst van de KVP in kiesgroep I, nam zijn  benoeming niet aan omdat hij op 3 juli 1946 benoemd werd als bewindspersoon in het kabinet-Beel I. In zijn plaats werd Harry van Lieshout benoemd verklaard.
*1850 · 1853 · 1856 · 1859 · 1862 · 1865 · 1868 · 1871 · 1874 · 1877 · 1880 · 1883 · *1884 · 1887 (I) · *1887 (II) · *1888 · 1890 · 1893 · 1896 · 1899 · 1902 · *1904 · 1907 · 1910 · 1913 · 1916 · *1917 · 1919 · *1922 · *1923 · 1926 · 1929 · 1932 · 1935 · *1937 · *1946 · *1948 · 1951 · *1952 · 1955 · *1956 (I) · *1956 (II) · 1960 · *1963 · 1966 · 1969 · *1971 · 1974 · 1977 · 1980 · *1981 · *1983 · *1986 · 1987 · 1991 · 1995 · 1999 · 2003 · 2007 · 2011 · 2015 · 2019 · 2023

* algemene verkiezingen in verband met vervroegde ontbinding van de Eerste Kamer

vanaf 1987 bedraagt de vaste zittingstermijn van de Eerste Kamer vier jaar